# Análise econômica das mudanças climáticas

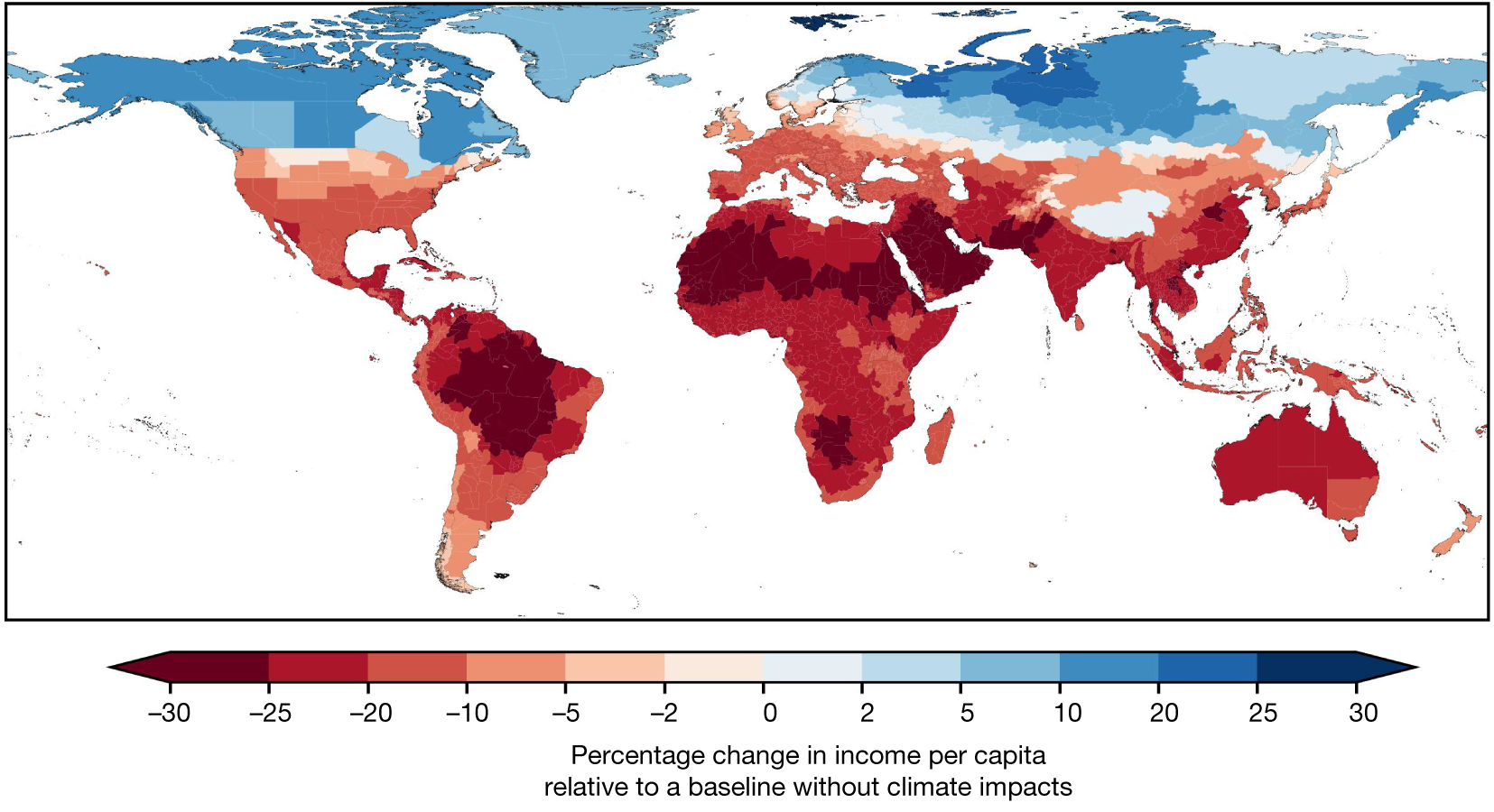
Perda ou ganho de renda média estimada por pessoa até 2050 devido às mudanças climáticas, em comparação com um cenário sem impactos climáticos (a cor vermelha indica uma perda, a cor azul um ganho).

Uma análise econômica das mudanças climáticas utiliza ferramentas e modelos econômicos para calcular a magnitude e a distribuição dos danos causados pelas mudanças climáticas. Ela também pode fornecer orientação para as melhores políticas de mitigação e adaptação às mudanças climáticas a partir de uma perspectiva econômica. Existem muitos modelos e estruturas econômicas. Por exemplo, em uma análise de custo-benefício, as compensações entre os impactos das mudanças climáticas, a adaptação e a mitigação são explicitadas. Para esse tipo de análise, os modelos de avaliação integrada [en] (IAMs) são úteis. Esses modelos vinculam as principais características da sociedade e da economia com a biosfera e a atmosfera em uma estrutura de modelagem. É difícil estimar os impactos econômicos totais das mudanças climáticas. Em geral, eles aumentam quanto mais a temperatura da superfície global aumenta (consulte os cenários de mudanças climáticas).
Muitos efeitos da mudança climática estão ligados a transações de mercado e, portanto, afetam diretamente métricas como o PIB ou a inflação. No entanto, também há impactos não mercadológicos que são mais difíceis de traduzir em custos econômicos. Entre eles estão os impactos das mudanças climáticas sobre a saúde humana [en], os biomas [en] e os serviços ecossistêmicos. A análise econômica da mudança climática é um desafio, pois a mudança climática é um problema de longo prazo. Além disso, ainda há muita incerteza sobre os impactos exatos das mudanças climáticas e os danos associados que podem ser esperados. As futuras respostas políticas [en] e o desenvolvimento socioeconômico também são incertos.
A análise econômica também examina a economia da mitigação da mudança climática e o custo da adaptação climática. Os custos de mitigação variam de acordo com a forma e o momento em que as emissões são reduzidas. Uma ação antecipada e bem planejada minimizará os custos. Globalmente, os benefícios e os co-benefícios de manter o aquecimento abaixo de 2 °C excedem os custos. As estimativas de custo de mitigação para regiões específicas dependem da quantidade de emissões permitidas para essa região no futuro, bem como do momento das intervenções. Economistas estimam o custo incremental da mitigação da mudança climática em menos de 1% do PIB. Os custos de planejamento, preparação, facilitação e implementação da adaptação também são difíceis de estimar, dependendo de diferentes fatores. Em todos os países em desenvolvimento, eles foram estimados em cerca de US$ 215 bilhões por ano até 2030, e espera-se que sejam maiores nos anos seguintes.

## Objetivos
A análise econômica das mudanças climáticas é um termo genérico para uma série de investigações sobre os custos econômicos dos efeitos das mudanças climáticas e para prevenir ou atenuar esses efeitos. Essas investigações podem servir a qualquer um dos seguintes propósitos:
- estimativa dos possíveis custos econômicos globais agregados das mudanças climáticas (ou seja, danos climáticos globais)
- estimativa dos custos econômicos setoriais ou regionais das mudanças climáticas (por exemplo, custos para o setor agrícola ou serviços de energia)
- estimativa dos custos econômicos da facilitação e implementação de estratégias de adaptação e mitigação das mudanças climáticas (variando de acordo com os objetivos e os níveis de ação necessários); consulte também economia da mitigação das mudanças climáticas.
- monetização dos impactos projetados para a sociedade por tonelada métrica adicional de emissões de carbono (custo social do carbono)
- informar decisões sobre a estratégia de gerenciamento climático global (por meio de instituições da ONU) ou decisões políticas em alguns países

Os impactos econômicos da mudança climática também incluem qualquer mitigação (por exemplo, limitar a temperatura média global abaixo de 2 °C) ou adaptação (por exemplo, construir defesas contra inundações) empregada por nações ou grupos de nações, o que pode inferir consequências econômicas. Eles também levam em conta que algumas regiões ou setores se beneficiam de baixos níveis de aquecimento, por exemplo, por meio de menor demanda de energia ou vantagens agrícolas em alguns mercados. 
Há considerações de interesse político mais amplo (e de coerência política). Por exemplo, em algumas áreas, as políticas destinadas a mitigar as mudanças climáticas podem contribuir positivamente para outros objetivos de desenvolvimento sustentável, como a abolição dos subsídios aos combustíveis fósseis [en], o que reduziria a poluição do ar e, portanto, salvaria vidas. Os subsídios diretos globais aos combustíveis fósseis chegaram a US$ 319 bilhões em 2017 e a US$ 5,2 trilhões quando os custos indiretos, como a poluição do ar, são considerados. Em outras áreas, o custo da mitigação das mudanças climáticas pode desviar recursos de outros investimentos social e ambientalmente benéficos (os custos de oportunidade da política de mudanças climáticas).

## Tipos de modelos econômicos
Várias ferramentas econômicas são empregadas para compreender os aspectos econômicos relacionados aos impactos da mudança climática, à mitigação da mudança climática e à adaptação. Existem vários conjuntos de ferramentas ou abordagens. Os modelos econométricos [en] (modelos estatísticos) são usados para integrar os impactos gerais das mudanças climáticas com outros fatores econômicos, para quantificar os custos econômicos e avaliar o valor das políticas relacionadas ao clima, geralmente para um setor ou região específicos. Os modelos econômicos estruturais analisam os impactos mercadológicos e não mercadológicos que afetam toda a economia por meio de suas entradas e saídas. Os modelos de processo [en] simulam processos físicos, químicos e biológicos sob as mudanças climáticas e os efeitos econômicos. 

### Modelos baseados em processos

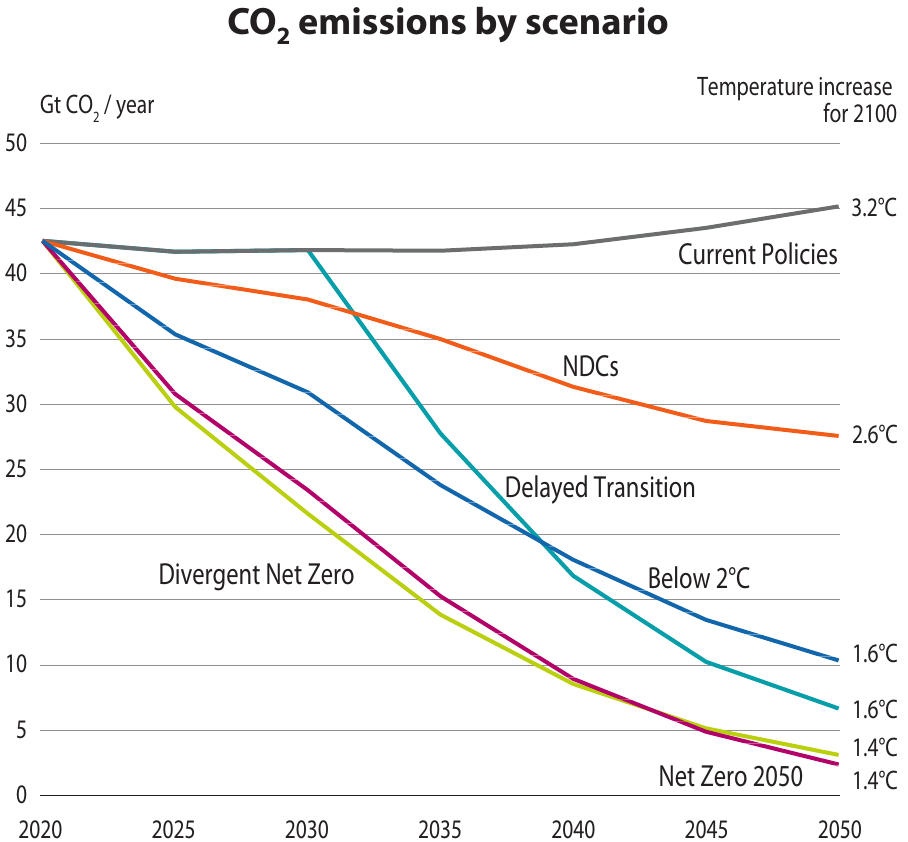
Emissões anuais de gases de efeito estufa nos vários cenários climáticos do `en 2022, com base no modelo REMIND-MAgPIE do Instituto Potsdam de Pesquisa de Impacto Climático.

O Painel Intergovernamental sobre Mudanças Climáticas (IPCC) tem se baseado em modelos de avaliação integrada baseados em processos para quantificar cenários de mitigação. Eles têm sido usados para explorar diferentes caminhos para se manter dentro das metas da política climática, como a meta de 1,5 °C acordada no Acordo de Paris. Além disso, esses modelos sustentaram pesquisas que incluíram a avaliação de políticas energéticas e simularam os caminhos socioeconômicos compartilhados. Estruturas de modelagem notáveis incluem IMAGE, MESSAGEix, AIM/GCE, GCAM, REMIND-MAgPIE [en], e WITCH-GLOBIOM. Embora esses cenários sejam altamente relevantes para as políticas, a interpretação dos cenários deve ser feita com cuidado.
Os modelos sem equilíbrio incluem aqueles baseados em equações econométricas e economia evolucionária (como o E3ME), e modelos baseados em agentes [en] (como o modelo DSK baseado em agentes). Esses modelos normalmente não pressupõem agentes racionais e representativos, nem equilíbrio de mercado a longo prazo.

### Modelos estruturais

#### Modelos de equilíbrio geral computável
Os modelos de equilíbrio geral computável (CGE) são uma classe de modelos econômicos que usam dados econômicos reais para estimar como uma economia pode reagir a mudanças na política, na tecnologia ou em outros fatores externos. Os modelos CGE também são chamados de modelos AGE (|equilíbrio geral aplicado [en]). Um modelo CGE consiste em equações que descrevem as variáveis do modelo e um banco de dados (geralmente muito detalhado) consistente com essas equações do modelo. As equações tendem a ter um espírito neoclássico, muitas vezes assumindo um comportamento de minimização de custos por parte dos produtores, preços de custo médio e demandas das famílias com base em um comportamento otimizado.
Os modelos CGE são úteis sempre que desejamos estimar o efeito das mudanças em uma parte da economia sobre as demais. Eles têm sido amplamente utilizados para analisar a política comercial. Mais recentemente, a CGE tem sido uma maneira popular de estimar os efeitos econômicos das medidas para reduzir as emissões de gases de efeito estufa.

#### Modelos agregados de custo-benefício
Os modelos de avaliação integrada [en] (IAMs) também são usados para fazer estimativas agregadas dos custos da mudança climática. Esses modelos (de custo-benefício) equilibram as implicações econômicas da mitigação e dos danos climáticos para identificar o caminho das reduções de emissões que maximizará o bem-estar econômico total. Em outras palavras, as compensações entre os impactos das mudanças climáticas, a adaptação e a mitigação são explicitadas. Os custos de cada política e os resultados modelados são convertidos em estimativas monetárias.
Os modelos incorporam aspectos das ciências naturais, sociais e econômicas de forma altamente agregada. Em comparação com outros modelos climático-econômicos (incluindo IAMs baseados em processos), eles não têm o detalhe estrutural necessário para modelar interações com sistemas de energia, uso da terra etc. e suas implicações econômicas.

#### Métodos estatísticos (econométricos)
Uma abordagem de modelagem mais recente usa métodos empíricos e estatísticos para investigar como a economia é afetada pela variação climática. Essa abordagem pode identificar os efeitos causais da temperatura, da precipitação e de outras variáveis climáticas na agricultura, na demanda de energia, no setor e em outras atividades econômicas. Os dados de painel [en] são usados para fornecer a variação climática ao longo do tempo e das áreas espaciais, por exemplo, observações de estações terrestres ou dados em grade (interpolados). Esses dados geralmente são agregados para análise econômica, por exemplo, para investigar os efeitos nas economias nacionais. Esses estudos examinam a temperatura e a precipitação e eventos como secas e tempestades de vento. Eles mostram que, por exemplo, os anos quentes estão associados a um menor crescimento da renda nos países pobres, e a baixa precipitação está associada à redução da renda na África. Outros estudos econométricos mostram que há impactos negativos das temperaturas mais altas sobre a produção agrícola e sobre a produtividade da mão de obra em fábricas, call centers e em setores externos, como mineração e silvicultura. As análises são usadas para estimar os custos das mudanças climáticas no futuro.

## Estruturas analíticas

### Análises de custo-benefício
A análise padrão de custo-benefício (CBA) foi aplicada ao problema da mudança climática. Em uma estrutura de CBA, os impactos negativos e positivos associados a uma determinada ação são convertidos em estimativas monetárias, o que também é chamado de estrutura de custo-benefício monetizado. Vários tipos de modelos podem fornecer informações para a CBA, inclusive modelos de energia-economia-ambiente (modelos de processo [en]) que estudam sistemas de energia e suas transições. Alguns desses modelos podem incluir um modelo físico do clima. Os modelos estruturais de Equilíbrio Geral Computável (CGE) investigam os efeitos das políticas (inclusive as políticas climáticas) sobre o crescimento econômico, o comércio, o emprego e as receitas públicas. Entretanto, a maioria das análises de CBA é produzida usando modelos de avaliação integrada agregados. Esses IAMs do tipo agregado são especialmente projetados para fazer a CBA da mudança climática. 
A estrutura da CBA exige (1) a avaliação dos custos e benefícios usando a disposição a pagar (WTP) ou a disposição a aceitar (WTA) a compensação como medida de valor, e (2) um critério para aceitar ou rejeitar propostas:
Para (1), na ACB em que a WTP/WTA é usada, os impactos da mudança climática são agregados em um valor monetário, com impactos ambientais convertidos em equivalentes de consumo, e o risco contabilizado usando equivalentes de certeza [en]. Os valores ao longo do tempo são então descontados para produzir seus valores presentes equivalentes [en]. A avaliação dos custos e benefícios da mudança climática pode ser controversa porque alguns impactos da mudança climática são difíceis de atribuir um valor, por exemplo, ecossistemas e saúde humana.
Para (2), o critério padrão é o de Kaldor-Hicks: 3 princípio da compensação [en]. De acordo com o princípio da compensação, desde que aqueles que se beneficiam de um determinado projeto compensem os perdedores, e ainda haja algo sobrando, então o resultado é um ganho inequívoco no bem-estar. Se não houver mecanismos que permitam o pagamento de compensações, será necessário atribuir pesos a determinados indivíduos. Um dos mecanismos de compensação é impossível para esse problema: a mitigação pode beneficiar as gerações futuras às custas das gerações atuais, mas não há como as gerações futuras compensarem as gerações atuais pelos custos da mitigação. Por outro lado, se as gerações futuras arcarem com a maior parte dos custos da mudança climática, a compensação a elas não seria possível.
A CBA tem vários pontos fortes: oferece uma análise abrangente global e internamente consistente dos impactos. Além disso, a análise de sensibilidade permite que as suposições críticas da análise da CBA sejam alteradas. Isso pode identificar áreas em que o valor das informações é mais alto e em que pesquisas adicionais podem ter os melhores resultados. No entanto, há muitas incertezas que afetam a análise de custo-benefício, por exemplo, funções de danos específicas do setor e do país. 

#### Funções de danos

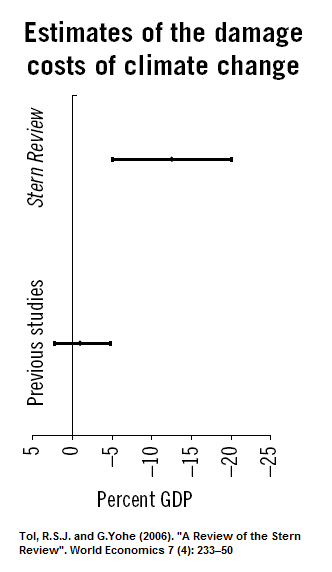
Este gráfico mostra os intervalos de confiança da estimativa de uma meta-análise de pesquisadores, bem como da Relatório Stern em 2006 (custos de danos medidos como porcentagem do PIB).

As funções de danos desempenham um papel importante na estimativa dos custos associados aos possíveis danos causados pelas ameaças relacionadas ao clima. Elas quantificam a relação entre a intensidade da ameaça, outros fatores, como a vulnerabilidade do sistema, e os danos resultantes. Por exemplo, foram desenvolvidas funções de danos para o aumento do nível do mar, a produtividade agrícola ou os efeitos do calor sobre a produtividade da mão de obra. Em uma estrutura de CBA, os danos são monetizados para facilitar a comparação com os benefícios das ações ou políticas propostas. A análise de sensibilidade é realizada para avaliar a robustez dos resultados em relação a mudanças nas suposições e parâmetros, inclusive os da função de dano.

### Análise de custo-efetividade
A Análise de Custo-Efetividade (CEA) é preferível à CBA quando os benefícios dos impactos, da adaptação e da mitigação são difíceis de estimar em termos monetários. Uma CEA pode ser usada para comparar diferentes opções de políticas para atingir uma meta bem definida. Essa meta (ou seja, o benefício) geralmente é expressa como a quantidade de redução de emissões de GEE na análise das medidas de mitigação. Para as medidas de adaptação, não há uma única meta ou métrica comum para os benefícios econômicos. A adaptação envolve a resposta a diferentes tipos de riscos em diferentes setores e contextos locais. Por exemplo, a meta pode ser a redução da área de terra em hectares com risco de aumento do nível do mar. 
A CEA envolve o cálculo de custos de cada opção e o fornecimento de um custo por unidade de eficácia. Por exemplo, o custo por tonelada de GEE reduzida ($/tCO2). Isso permite a classificação das opções de políticas. Essa classificação pode ajudar o tomador de decisões a entender quais são as opções mais econômicas, ou seja, aquelas que proporcionam altos benefícios por baixos custos. A CEA pode ser usada para minimizar os custos líquidos para atingir metas políticas predefinidas, como o cumprimento de uma meta de redução de emissões para um determinado setor. 
A CEA, assim como a CBA, é um tipo de método de análise de decisão [en]. Muitos desses métodos funcionam bem quando diferentes partes interessadas trabalham juntas em um problema para entender e gerenciar riscos. Por exemplo, discutindo como determinadas opções podem funcionar no mundo real. Ou ajudando a medir os custos e benefícios como parte de uma CEA.[59]
Alguns autores se concentraram em uma análise desagregada dos impactos da mudança climática. “Desagregada” refere-se à opção de avaliar os impactos em uma variedade de indicadores ou unidades, por exemplo, mudanças nos rendimentos agrícolas e perda de biodiversidade. Por outro lado, a CBA monetizada converte todos os impactos em uma unidade comum (dinheiro), que é usada para avaliar as mudanças no bem-estar social.

Dimensionando o efeito da riqueza para o nível nacional: os países mais ricos (desenvolvidos) emitem mais CO_{2} por pessoa do que os países mais pobres (em desenvolvimento). As emissões são praticamente proporcionais ao PIB por pessoa, embora a taxa de aumento diminua com um PIB/pp médio de cerca de US$ 10.000.

### Avaliações baseadas em cenários
As longas escalas de tempo e a incerteza associadas ao aquecimento global levaram os analistas a desenvolver “cenários” de futuras mudanças ambientais, sociais e econômicas. Esses cenários podem ajudar os governos a entender as possíveis consequências de suas decisões.
A temperatura projetada nos cenários de mudança climática está sujeita à incerteza científica (por exemplo, a relação entre as concentrações de GEEs e a temperatura média global, que é chamada de sensibilidade climática). As projeções de futuras concentrações atmosféricas baseadas em vias de emissão também são afetadas por incertezas científicas, por exemplo, sobre como os sumidouros de carbono, como as florestas, serão afetados pelas futuras mudanças climáticas.
Um dos aspectos econômicos da mudança climática é a produção de cenários de desenvolvimento econômico futuro. Os desenvolvimentos econômicos futuros podem, por exemplo, afetar o grau de vulnerabilidade da sociedade às mudanças climáticas futuras, quais poderão ser os impactos futuros das mudanças climáticas, bem como o nível de emissões futuras de GEE.
Os cenários não são “previsões” nem “prognósticos”, mas são histórias de futuros possíveis que fornecem resultados alternativos relevantes para um tomador de decisões ou outro usuário.[59]: 2576 Essas alternativas geralmente também incluem uma “linha de base” ou cenário de referência para comparação. Cenários “business-as-usual” foram desenvolvidos nos quais não há políticas adicionais além daquelas atualmente em vigor, e o desenvolvimento socioeconômico é consistente com as tendências recentes. Atualmente, esse termo é usado com menos frequência do que no passado.
Na análise de cenários, são desenvolvidos cenários baseados em diferentes suposições de padrões de desenvolvimento futuros. Um exemplo disso são os caminhos socioeconômicos compartilhados produzidos pelo Painel Intergovernamental sobre Mudanças Climáticas (IPCC). Eles projetam uma ampla gama de possíveis níveis de emissões futuras.
Os cenários geralmente apoiam a análise específica do setor dos efeitos físicos e dos custos econômicos das mudanças climáticas. Os cenários são usados na análise de custo-benefício ou na análise de custo-efetividade das políticas climáticas.

### Gerenciamento de riscos
O gerenciamento de riscos pode ser usado para avaliar decisões políticas com base em uma série de critérios ou pontos de vista, e não se restringe aos resultados de um tipo específico de análise, por exemplo, a CBA monetizada. Outra abordagem é a análise de incerteza [en], em que os analistas tentam estimar a probabilidade de mudanças futuras nos níveis de emissão.
Em uma análise de custo-benefício, um risco aceitável significa que os benefícios de uma política climática superam os custos da política. A regra padrão usada pelos tomadores de decisão públicos e privados é que um risco será aceitável se o valor presente [en] líquido esperado for positivo. O valor esperado é a média da distribuição dos resultados esperados. Em outras palavras, é o resultado médio esperado para uma determinada decisão. Esse critério foi justificado com base no fato de que:
- os benefícios e custos de uma política têm probabilidades conhecidas.[66]
- os agentes econômicos (pessoas e organizações) podem diversificar seu próprio risco por meio de seguros e outros mercados.[66]

Sobre o segundo ponto, foi sugerido que o seguro poderia ser comprado contra os riscos da mudança climática. Os formuladores de políticas e os investidores estão começando a reconhecer as implicações da mudança climática para o setor financeiro, tanto dos riscos físicos (danos à propriedade, à infraestrutura e à terra) quanto do risco de transição devido a mudanças na política, na tecnologia e no comportamento do consumidor e do mercado. As instituições financeiras estão cada vez mais conscientes da necessidade de incorporar a economia das baixas emissões de carbono aos modelos de negócios.
Na literatura científica, às vezes há um foco na “melhor estimativa” ou nos valores “prováveis” da sensibilidade climática. No entanto, da perspectiva do gerenciamento de riscos, os valores fora das faixas “prováveis” são relevantes porque, embora esses valores sejam menos prováveis, eles podem estar associados a impactos climáticos mais graves (a definição estatística de risco = probabilidade de um impacto × magnitude do impacto) 
Os analistas também analisaram como a incerteza em relação à sensibilidade climática afeta as estimativas econômicas dos impactos da mudança climática. A orientação política da análise de custo-benefício (CBA) pode ser extremamente divergente, dependendo das suposições empregadas. Hassler et al. usam a modelagem de avaliação integrada [en] para examinar uma série de estimativas e o que acontece nos extremos.

#### Gerenciamento de riscos iterativo
Duas formas relacionadas de pensar sobre o problema da tomada de decisões sobre mudanças climáticas na presença de incertezas são o gerenciamento iterativo de riscos e a tomada de decisões sequenciais. As considerações em uma abordagem baseada em riscos podem incluir, por exemplo, o potencial de impactos de mudanças climáticas de baixa probabilidade e pior caso. Essa estratégia reconhece que as decisões sobre o aquecimento global precisam ser tomadas com informações incompletas e que as decisões de curto prazo terão impactos potencialmente de longo prazo. Os governos podem usar o gerenciamento de riscos como parte de sua resposta política ao aquecimento global. 
Uma abordagem baseada na tomada de decisões sequenciais reconhece que, com o passar do tempo, as decisões relacionadas à mudança climática podem ser revisadas à luz de informações aprimoradas. Isso é particularmente importante com relação à mudança climática, devido à natureza de longo prazo do problema. Uma estratégia de hedge de curto prazo preocupada com a redução dos impactos climáticos futuros pode favorecer reduções de emissões rigorosas e de curto prazo. Como dito anteriormente, o dióxido de carbono se acumula na atmosfera e, para estabilizar a concentração atmosférica de CO2, as emissões precisariam ser drasticamente reduzidas em relação ao nível atual. Reduções rigorosas de emissões em curto prazo permitem maior flexibilidade futura com relação a uma meta de estabilização baixa, por exemplo, 450 partes por milhão (ppm) de CO2. Em outras palavras, a redução rigorosa de emissões em curto prazo pode ser vista como uma opção [en] que permite metas de estabilização mais baixas e de longo prazo. Essa opção pode ser perdida se a redução das emissões de curto prazo for menos rigorosa.
Por outro lado, pode-se adotar uma visão que aponte para os benefícios de informações aprimoradas ao longo do tempo. Isso pode sugerir uma abordagem em que a redução de emissões em curto prazo seja mais modesta. Outra forma de ver o problema é analisar a possível irreversibilidade dos impactos futuros das mudanças climáticas (por exemplo, danos a biomas e ecossistemas [en]) em comparação com a irreversibilidade de fazer investimentos em esforços para reduzir as emissões.

### Análise de portfólio
Um exemplo de estrutura que se baseia no gerenciamento de riscos é a análise de portfólio. Essa abordagem é baseada na teoria do portfólio, originalmente aplicada nas áreas de finanças e investimentos. A ideia é que uma resposta razoável à incerteza é investir em um amplo portfólio de opções. Mais especificamente, o objetivo é minimizar a variação e a covariação do desempenho dos investimentos no portfólio. No caso da mitigação da mudança climática, o desempenho é medido pela quantidade de redução de emissões de GEE alcançada. Por outro lado, a adaptação às mudanças climáticas funciona como um seguro contra a possibilidade de ocorrência de impactos desfavoráveis. O desempenho das opções de adaptação pode ser definido em termos econômicos, por exemplo, receita, ou como métricas físicas, por exemplo, a quantidade de água conservada.
É importante comparar portfólios alternativos de opções em diferentes cenários futuros de mudanças climáticas para levar em conta a incerteza dos impactos climáticos, as tendências de emissão de GEE etc. O ideal é que as opções sejam diversificadas para serem eficazes em diferentes cenários: ou seja, algumas opções adequadas para um cenário de nenhuma ou baixa mudança climática, enquanto outras opções são adequadas para cenários com mudanças climáticas severas.

### Investimento e fluxos financeiros
Os estudos de investimento e fluxo financeiro (I&FF) normalmente consideram quanto pode custar aumentar a resiliência de futuros investimentos ou fluxos financeiros e também investigam as possíveis fontes de fundos de investimento e os tipos de entidades ou agentes de financiamento. Estudos agregados avaliam a sensibilidade de investimentos futuros, estimando o risco das mudanças climáticas e estimando o investimento adicional necessário para aumentar a resiliência. Estudos mais detalhados realizam análises de investimento e fluxo financeiro em nível setorial para fornecer um cálculo de custos detalhado dos custos marginais adicionais necessários para aumentar a resiliência.

## Custos dos impactos das mudanças climáticas

### Em nível global (custos agregados)

As estimativas de danos ao PIB variam muito, e mesmo essa abordagem de previsão de danos não considera os impactos dos pontos de inflexão climática, eventos extremos causados pelo clima, impactos na saúde humana, conflitos causados por recursos ou migração, tensão geopolítica, riscos causados pela natureza ou aumento do nível do mar.

Os custos agregados globais (também conhecidos como danos ou perdas globais) somam os impactos previstos da mudança climática em todos os setores do mercado (por exemplo, incluindo custos para a agricultura, serviços de energia e turismo) e também podem incluir impactos não relacionados ao mercado (por exemplo, sobre ecossistemas e saúde humana) para os quais é possível atribuir valores monetários. Um estudo realizado em 2024 projetou que, até 2050, a mudança climática reduzirá a renda média global em provavelmente 19% (intervalo de confiança de 11 a 29%), em relação a um cenário contrafatual em que não ocorra nenhuma mudança climática. A economia global e a renda per capita ainda cresceriam em relação ao presente, mas os danos anuais globais chegariam a cerca de US$ 38 trilhões (em dólares internacionais de 2005) até 2050, e aumentariam muito mais com altas emissões. Em comparação, a limitação do aquecimento global a 2 °C custaria, até 2050, cerca de US$ 6 trilhões por ano, ou seja, muito menos do que os danos anuais previstos, enfatizando os benefícios econômicos da mitigação proativa do clima.
Outro estudo, que verificou os dados dos últimos 120 anos, constatou que a mudança climática já reduziu o bem-estar em 29% e o aumento da temperatura elevará esse número para 47%. Somente o aumento da temperatura durante os anos de 1960 a 2019 já reduziu o PIB per capita atual em 18%. Um aumento de 1 grau na temperatura global reduz o PIB global em 12%. Um aumento de 3 graus até 2100 reduzirá o capital em 50%. Os efeitos são como vivenciar permanentemente a Grande Depressão de 1929. O custo social adequado do carbono é de 1.065 dólares por tonelada de CO2.
As estimativas globais geralmente se baseiam em uma agregação de estudos e resultados regionais e/ou setoriais independentes, com interações complexas modeladas. Por exemplo, há incerteza sobre como os sistemas físicos e naturais podem responder às mudanças climáticas. As possíveis mudanças socioeconômicas, inclusive como as sociedades humanas podem mitigar e se adaptar às mudanças climáticas, também precisam ser consideradas. A incerteza e as complexidades associadas às mudanças climáticas levaram os analistas a desenvolver “cenários” com os quais podem explorar diferentes possibilidades.

Há um número crescente de desastres relacionados ao clima nos Estados Unidos que custam mais de um bilhão de dólares.

As perdas econômicas globais devido a eventos extremos de tempo, clima e água estão aumentando. Os custos aumentaram sete vezes da década de 1970 para a década de 2010. As perdas diretas decorrentes de desastres ultrapassaram, em média, US$ 330 bilhões anuais entre 2015 e 2021. As mudanças climáticas contribuíram para o aumento da probabilidade e da magnitude de eventos extremos. Quando uma comunidade vulnerável é exposta a eventos climáticos ou meteorológicos extremos, podem ocorrer desastres. Fatores socioeconômicos contribuíram para a tendência observada de perdas globais por desastres, como o crescimento populacional e o aumento da riqueza. Isso mostra que o aumento da exposição é o fator mais importante das perdas. Entretanto, parte delas também se deve à mudança climática induzida pelo homem. A Atribuição de Eventos Extremos quantifica como a mudança climática está alterando a probabilidade e a magnitude de eventos extremos. Em uma base caso a caso, é possível estimar como a magnitude e/ou a probabilidade do evento extremo mudou devido às mudanças climáticas. Essas mudanças atribuíveis foram identificadas para muitos eventos extremos individuais de calor e chuva. Usando todos os dados disponíveis sobre mudanças atribuíveis, um estudo estimou que as perdas globais seriam em média de US$ 143 bilhões por ano entre 2000 e 2019. Isso inclui um valor estatístico de perda de vidas de 90 bilhões e danos econômicos de 53 bilhões por ano.
As estimativas dos impactos econômicos das mudanças climáticas nos anos futuros são geralmente medidas como percentual de mudança do PIB global em relação ao PIB sem mudanças climáticas adicionais. O relatório do IPCC de 2022 comparou as estimativas mais recentes de muitos estudos de modelagem e meta-análise. Ele encontrou uma grande variedade nos resultados. Eles variam de acordo com as suposições usadas nos cenários socioeconômicos do IPCC. O mesmo conjunto de cenários é usado em todos os modelos climáticos.
Verifica-se que as estimativas aumentam de forma não linear com a mudança da temperatura média global. As faixas de projeção de mudança de temperatura global (correspondentes a cada estimativa de custo) baseiam-se na avaliação do IPCC sobre a ciência física no mesmo relatório. Ele conclui que, com um aquecimento elevado (~4 °C) e baixa adaptação, o PIB global anual pode ser reduzido em 10-23% até 2100 devido às mudanças climáticas. A mesma avaliação constata mudanças menores no PIB com reduções de 1-8%, supondo um aquecimento baixo, mais adaptação e usando modelos diferentes. Essas estimativas de custo econômico global não levam em conta os impactos sobre o bem-estar social ou os efeitos distributivos. Também não consideram totalmente as respostas de adaptação às mudanças climáticas.
Um estudo de 2020 estimou que as perdas econômicas devido à mudança climática poderiam ficar entre 127 e 616 trilhões de dólares a mais até 2100 com os compromissos atuais, em comparação com uma ação compatível com 1,5 °C ou bem abaixo de 2 °C. A não implementação dos compromissos atuais aumenta as perdas econômicas para 150-792 trilhões de dólares até 2100. Os impactos econômicos também incluem a inflação decorrente do aumento dos prêmios de seguro [en], dos custos de energia e dos preços dos alimentos [en].

#### Cenários de altas emissões
Os impactos econômicos totais das mudanças climáticas aumentam com mudanças de temperatura mais altas. Por exemplo, estima-se que o total de danos seja 90% menor se o aquecimento global for limitado a 1,5 °C em comparação com 3,66 °C, um nível de aquecimento escolhido para representar nenhuma mitigação. Em um cenário de alta emissão de um estudo da Oxford Economics, um aumento de temperatura de 2 graus até o ano de 2050 reduziria o PIB global em 2,5 a 7,5%. Nesse caso, até o ano de 2100, a temperatura aumentaria 4 graus, o que poderia reduzir o PIB global em 30% no pior dos casos.
Um estudo de 2018 constatou que os possíveis ganhos econômicos globais, caso os países implementem estratégias de mitigação para cumprir a meta de 2 °C estabelecida no Acordo de Paris, estão em torno de US$ 17 trilhões por ano até 2100, em comparação com um cenário de emissões muito altas.

### Subestimação dos impactos econômicos

Prevê-se que a quantidade de redução das emissões de gases de efeito estufa afetará substancialmente o número de locais dos Jogos Olímpicos de Inverno que terão condições de frio confiáveis.

Estudos realizados em 2019 sugeriram que os danos econômicos decorrentes das mudanças climáticas foram subestimados e podem ser graves, com a probabilidade de eventos desastrosos de risco de cauda.
Os pontos de inflexão são limites críticos que, quando ultrapassados, levam a mudanças grandes, aceleradas e muitas vezes irreversíveis no sistema climático. A ciência dos pontos de inflexão é complexa e há grande incerteza sobre como eles podem se desenvolver. As análises econômicas geralmente excluem o efeito potencial dos pontos de inflexão. Um estudo de 2018 observou que o impacto econômico global é subestimado por um fator de dois a oito, quando os pontos de inflexão são excluídos da consideração.
O Stern Review de 2006 para o governo britânico previu que o PIB mundial sofreria uma redução de vários por cento devido aos custos relacionados ao clima. No entanto, seus cálculos podem omitir efeitos ecológicos que são difíceis de quantificar economicamente (como mortes humanas ou perda de biodiversidade) ou cujas consequências econômicas se manifestarão lentamente. Portanto, seus cálculos podem ser uma subestimação. O estudo recebeu críticas e apoio de outros economistas.

### Por região

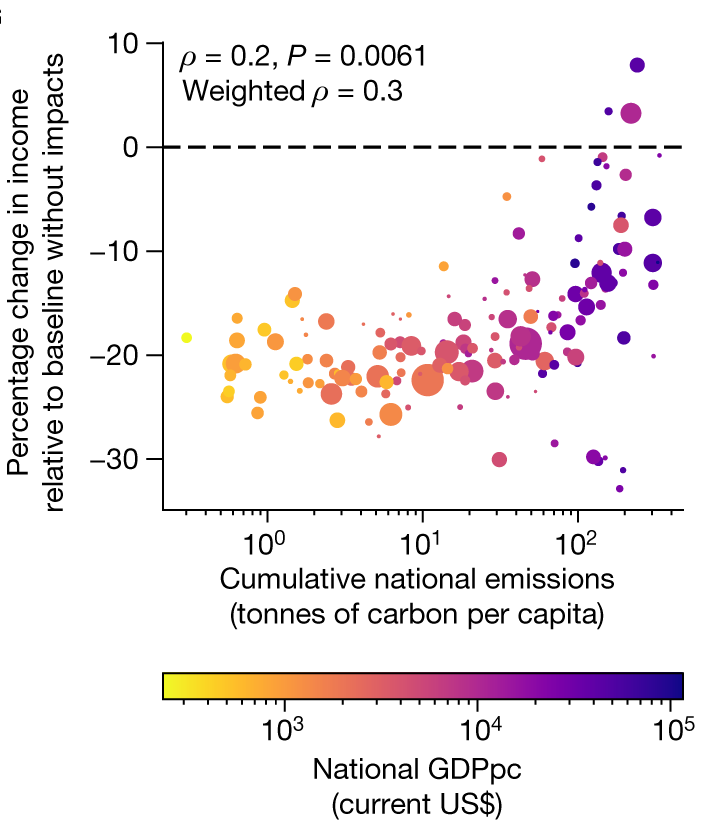
Os países com os menores PIBs per capita (amarelo) e as menores emissões cumulativas geralmente sofrerão as maiores quedas em sua renda em relação a um futuro hipotético em que os impactos das mudanças climáticas não estivessem ocorrendo.

Outros estudos investigam as perdas econômicas por alteração do PIB por país ou por país per capita. Os resultados mostram grandes diferenças entre os países e dentro de cada país. As alterações estimadas do PIB em alguns países em desenvolvimento são semelhantes a algumas das piores perdas em nível de país durante recessões econômicas históricas. As perdas econômicas são riscos para os padrões de vida, que têm maior probabilidade de serem graves nos países em desenvolvimento. As mudanças climáticas podem levar mais pessoas à pobreza extrema ou mantê-las pobres, especialmente em setores particularmente sensíveis ao clima, como a agricultura e a pesca. A mudança climática também pode aumentar a desigualdade de renda dentro dos países e entre eles, afetando principalmente os grupos de baixa renda. 
Estima-se que o impacto econômico das mudanças na temperatura média anual seja menor nas latitudes mais altas, apesar das mudanças de temperatura mais altas, devido à menor vulnerabilidade econômica estimada às mudanças de temperatura. A redução da variabilidade diária da temperatura nas latitudes altas mostra um impacto econômico estimado positivo, com efeitos opostos nas latitudes mais baixas e na Europa. Os efeitos econômicos devido às mudanças na precipitação anual total mostram padrões regionais geralmente opostos às mudanças no número de dias úmidos.
De acordo com um estudo realizado pela empresa de resseguros Swiss Re, em 2021, as economias de países ricos, como os EUA, provavelmente sofreriam uma redução de aproximadamente 7%, enquanto algumas nações em desenvolvimento seriam devastadas, perdendo cerca de 20% ou, em alguns casos, 40% de sua produção econômica.
Um relatório do governo dos Estados Unidos em novembro de 2018 levantou a possibilidade de o PIB dos EUA cair 10% como resultado do aquecimento climático, incluindo grandes mudanças na geografia, na demografia e na tecnologia.

### Por setor
Vários setores econômicos serão afetados pelas mudanças climáticas, incluindo os setores de pecuária, silvicultura e pesca. Outros setores sensíveis às mudanças climáticas incluem os setores de energia, seguros, turismo e recreação. 

#### Saúde e produtividade
Entre os impactos na saúde [en] que foram estudados, foram estimados os custos agregados do estresse por calor (por meio da perda de tempo de trabalho), assim como os custos da desnutrição. No entanto, é comum que os estudos agreguem o número de “anos de vida perdidos” ajustados aos anos de vida com deficiência para medir os efeitos sobre a saúde. 

A distribuição dos impactos do aquecimento dos emissores tem sido desigual, com os países de alta renda e alta emissão se beneficiando e prejudicando os países de baixa renda e baixa emissão.

Em 2019, a Organização Internacional do Trabalho publicou um relatório intitulado: “Working on a warmer planet: The impact of heat stress on labour productivity and decent work” (O impacto do estresse térmico na produtividade do trabalho e no trabalho decente), no qual afirma que, mesmo que o aumento da temperatura seja limitado a 1,5 grau, até o ano de 2030, a mudança climática causará perdas de produtividade que chegarão a 2,2% de todas as horas de trabalho, todos os anos. Isso equivale a 80 milhões de empregos em tempo integral, ou 2.400 bilhões de dólares. O setor que deverá ser mais afetado é a agricultura, que deverá responder por 60% dessa perda. O setor de construção também deverá ser gravemente afetado e responde por 19% das perdas projetadas. Outros setores que correm maior risco são os de bens e serviços ambientais, coleta de lixo, emergência, reparos, transporte, turismo, esportes e algumas formas de trabalho industrial.
Estima-se que 3,5 milhões de pessoas morram prematuramente a cada ano devido à poluição do ar causada por combustíveis fósseis. Os benefícios para a saúde decorrentes do cumprimento das metas climáticas superam substancialmente os custos da ação. Os benefícios para a saúde decorrentes da eliminação gradual dos combustíveis fósseis medidos em dinheiro (estimados por economistas usando o valor da vida [en] para cada país) são substancialmente maiores do que o custo de atingir a meta de 2 graus Celsius do Acordo de Paris.

#### Agricultura
À medida que os eventos climáticos extremos se tornam mais comuns e mais intensos, as enchentes e as secas podem destruir as plantações e eliminar o suprimento de alimentos, além de interromper as atividades agrícolas e deixar os trabalhadores sem emprego. Com mais custos para o agricultor, alguns não acharão mais financeiramente viável cultivar, ou seja, alguns agricultores podem optar por deixar permanentemente as áreas afetadas pela seca. A agricultura emprega a maioria da população na maioria dos países de baixa renda e o aumento dos custos pode resultar em demissões ou cortes de salários. Outros agricultores responderão aumentando os preços dos alimentos; um custo que é repassado diretamente ao consumidor e afeta a acessibilidade dos alimentos. Algumas fazendas não vendem seus produtos, mas alimentam uma família ou comunidade; sem esse alimento, as pessoas não terão o suficiente para comer. Isso resulta em diminuição da produção, aumento dos preços dos alimentos e possível fome em algumas partes do mundo. O setor agrícola na Índia representa 52% dos empregos e as pradarias canadenses fornecem 51% da agricultura canadense; qualquer mudança na produção de alimentos nessas áreas pode ter efeitos profundos na economia.
Notavelmente, uma estimativa sugere que um aquecimento de 3 °C em relação ao final do século 20 (ou seja, mais próximo de 4 °C quando comparado às temperaturas pré-industriais - um nível associado ao cenário SSP5-8,5) faria com que a capacidade de trabalho na África Subsaariana e no Sudeste Asiático diminuísse de 30 a 50%, à medida que o número de dias em que os trabalhadores ao ar livre sofrem estresse por calor aumentam. Até 250 dias nas partes mais afetadas desses dois continentes e das Américas Central e do Sul. Isso poderia aumentar os preços das safras em cerca de 5%. 
Da mesma forma, espera-se que a Planície do Norte da China [en] também seja altamente afetada, em parte devido às extensas redes de irrigação da região, que resultam em um ar excepcionalmente úmido. Em cenários sem ações agressivas para deter a mudança climática, algumas ondas de calor podem se tornar extremas o suficiente para causar mortalidade em massa em trabalhadores externos, embora permaneçam relativamente incomuns (até cerca de uma vez por década a partir de 2000 no cenário mais extremo).
Além disso, o papel da mudança climática na subnutrição e nas deficiências de micronutrientes pode ser calculado como a perda de “anos de saúde plena”. Uma estimativa apresentada em 2016 sugere que, no cenário de forte aquecimento e baixa adaptação devido ao alto conflito e rivalidade global, essas perdas podem consumir 0,4% do PIB global e 4% do PIB na Índia e na região do sul da Ásia até o ano 2100.

#### Indústria
Espera-se que os setores e investidores com uso intensivo de carbono experimentem um aumento significativo de ativos irrecuperáveis [en] com um possível efeito cascata em toda a economia mundial.

### Impactos nos custos de vida
Os efeitos da mudança climática contribuem para a inflação devido aos custos adicionais. Por exemplo, os preços dos alimentos podem aumentar até 3% ao ano devido aos impactos da mudança climática. A mudança climática foi um dos fatores envolvidos na crise mundial de alimentos (2022-2023), que levou ao aumento dos preços dos alimentos.
Os desastres naturais provocados pela mudança climática aumentaram os custos das moradias por meio de seguros e pela exacerbação da escassez de moradias [en] quando esses eventos tornam as casas inabitáveis.

### Utilidade da avaliação agregada

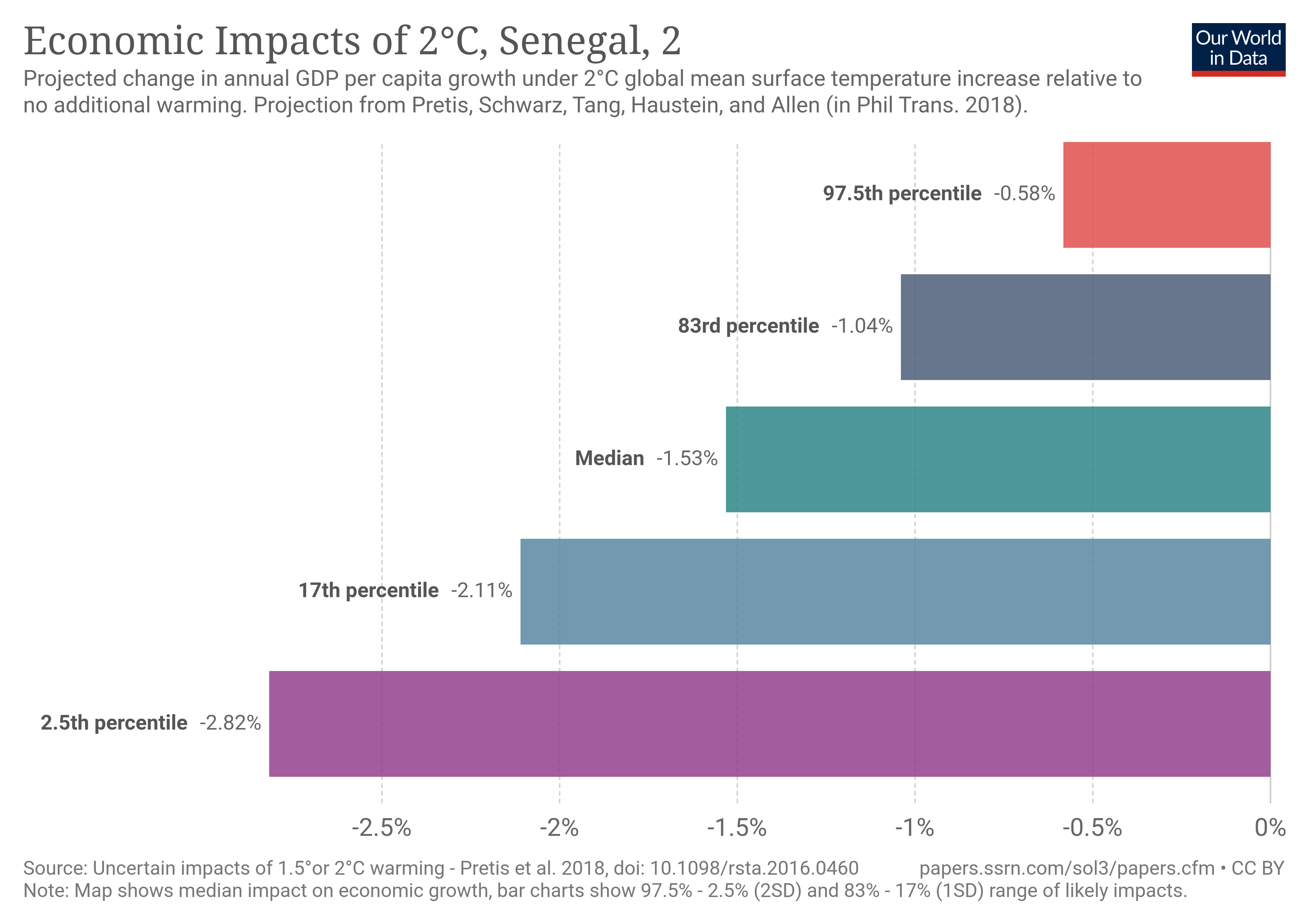
Impactos econômicos projetados de 2 graus de en

Há vários benefícios no uso de avaliações agregadas para medir os impactos econômicos das mudanças climáticas. Eles permitem que os impactos sejam diretamente comparados entre diferentes regiões e épocas. Os impactos podem ser comparados com outros problemas ambientais e também com os custos de evitar esses impactos. Um problema das análises agregadas é que elas geralmente reduzem diferentes tipos de impactos a um pequeno número de indicadores. Pode-se argumentar que alguns impactos não são adequados para isso, como, por exemplo, a monetização da mortalidade e a perda da diversidade de espécies. Por outro lado, quando há custos monetários para evitar impactos, talvez não seja possível evitar a avaliação monetária desses impactos. 

## Custos das medidas de mitigação das mudanças climáticas
A mitigação da mudança climática consiste em ações humanas para reduzir as emissões de gases de efeito estufa ou para aumentar os sumidouros de carbono que absorvem os gases de efeito estufa da atmosfera.
Diversos fatores afetam as estimativas de custos de mitigação. Uma delas é a definição da linha de base, que é o cenário de referência com o qual o cenário alternativo de mitigação é comparado. Outros são a forma como os custos são modelados e as suposições sobre futuras políticas governamentais.:622 As estimativas de custos para a mitigação em regiões específicas dependem da quantidade de emissões permitidas para essa região no futuro, bem como a escolha do momento certo para a implementação de medidas. :90 Os custos de mitigação podem variar de acordo com como e quando as emissões são cortadas. Ações antecipadas e bem planejadas podem minimizar os custos de implementação.
Economistas estimam o custo da mitigação das mudanças climáticas entre 1% e 2% do PIB. Embora seja uma quantia grande, ainda é muito menor do que os subsídios fornecidos pelos governos à debilitada indústria de combustíveis fósseis, estimados pelo Fundo Monetário Internacional em mais de 5 trilhões de dólares por ano.
Outra estimativa diz que os fluxos financeiros para mitigação e adaptação à mudança climática serão superiores a 800 bilhões de dólares americanos por ano. As Nações Unidas prevêem que estas necessidades financeiras excedam os 4 trilhões de dólares por ano até 2030.
Globalmente, limitar o aquecimento a 2 °C pode resultar em benefícios econômicos maiores do que os custos.:300 As repercussões econômicas da mitigação variam amplamente entre regiões e famílias, dependendo das políticas implementadas e do nível de cooperação internacional. A cooperação global tardia aumenta os custos das políticas em todas as regiões, especialmente daquelas que são relativamente intensivas em carbono no momento. Projetos com valores uniformes de carbono apresentam custos de mitigação mais altos em regiões com maior intensidade de carbono, em regiões exportadoras de combustíveis fósseis e em regiões mais pobres. Quantificações agregadas expressas em termos de porcentagem do PIB ou em termos monetários subestimam os efeitos econômicos sobre as famílias em países mais pobres. Os efeitos reais sobre o bem-estar e a prosperidade são comparativamente maiores.
A análise de custo-benefício pode ser inadequada para analisar a mitigação das mudanças climáticas como um todo. Mas ainda é útil para analisar a diferença entre o alvo de 1,5 °C e 2 °C. Uma maneira de estimar o custo da redução de emissões é considerar os custos prováveis de potenciais mudanças tecnológicas e de produção. Os legisladores podem comparar os custos de abatimento marginal de diferentes métodos para avaliar o custo e a quantidade de possível abatimento ao longo do tempo. Os custos marginais de redução das várias medidas serão diferentes dependendo do país, do setor e variam ao longo do tempo.

## Desafios e debates

### Eficiência e equidade
Não há consenso sobre quem deve arcar com o ônus dos custos de adaptação e mitigação. Vários argumentos diferentes foram apresentados sobre como distribuir os custos e benefícios de impostos ou sistemas baseados no comércio de emissões.
Uma abordagem considera o problema sob a perspectiva de quem se beneficia mais com o bem público. Essa abordagem é sensível ao fato de que existem diferentes preferências entre as diferentes classes de renda. O bem público é visto de forma semelhante a um bem privado, em que aqueles que usam o bem público devem pagar por ele. Algumas pessoas se beneficiarão mais do bem público do que outras, criando assim desigualdades na ausência de impostos sobre benefícios. Uma dificuldade com os bens públicos é determinar quem exatamente se beneficia do bem público, embora algumas estimativas da distribuição dos custos e benefícios do aquecimento global tenham sido feitas - veja acima. Além disso, essa abordagem não fornece orientação sobre como o excedente de benefícios da política climática deve ser compartilhado.
Uma segunda abordagem foi sugerida com base na economia e na função de bem-estar social. O cálculo da função de bem-estar social exige uma agregação dos impactos das políticas de mudança climática e da própria mudança climática em todos os indivíduos afetados. Esse cálculo envolve uma série de complexidades e questões controversas de equidade. Por exemplo, a monetização de certos impactos sobre a saúde humana. Também há controvérsias sobre a questão de os benefícios que afetam um indivíduo compensarem os impactos negativos sobre outro. Essas questões relacionadas à equidade e à agregação não podem ser totalmente resolvidas pela economia. 
Em uma base utilitarista, que tem sido tradicionalmente usada na economia do bem-estar, é possível argumentar que os países mais ricos devem assumir a maior parte dos ônus da mitigação. Entretanto, outro resultado é possível com uma modelagem diferente dos impactos. Se for adotada uma abordagem em que os interesses das pessoas mais pobres tenham um peso menor, o resultado é que há um argumento muito mais fraco em favor da ação de mitigação nos países ricos. Valorizar os impactos das mudanças climáticas nos países mais pobres menos do que os impactos das mudanças climáticas domésticas (tanto em termos de política quanto dos impactos das mudanças climáticas) seria coerente com os gastos observados nos países ricos com ajuda externa. 
Uma terceira abordagem analisa o problema sob a perspectiva de quem contribuiu mais para ele. Como os países industrializados contribuíram com mais de dois terços do estoque de GEEs induzidos pelo homem na atmosfera, essa abordagem sugere que eles devem arcar com a maior parte dos custos. Esse estoque de emissões foi descrito como uma “dívida ambiental”. Em termos de eficiência, essa visão não é apoiada. Isso ocorre porque a eficiência exige que os incentivos sejam voltados para o futuro, e não retrospectivos. A questão da responsabilidade histórica é uma questão de ética. Sugeriu-se que os países desenvolvidos poderiam resolver o problema fazendo pagamentos paralelos aos países em desenvolvimento. 
Um estudo de modelagem de 2019 constatou que a mudança climática contribuiu para a desigualdade econômica global. Os países ricos das regiões mais frias sentiram pouco impacto econômico geral da mudança climática ou possivelmente se beneficiaram, enquanto os países pobres e mais quentes muito provavelmente cresceram menos do que se o aquecimento global não tivesse ocorrido. Parte dessa observação decorre do fato de que as emissões de gases de efeito estufa vêm principalmente de países de alta renda, enquanto os países de baixa renda são afetados negativamente por elas. Portanto, os países de alta renda estão produzindo quantidades significativas de emissões, mas os impactos estão ameaçando de forma desigual os países de baixa renda, que não têm acesso aos recursos para se recuperar desses impactos. Isso aprofunda ainda mais as desigualdades entre os pobres e os ricos, dificultando os esforços de sustentabilidade. Os impactos das mudanças climáticas podem até mesmo levar milhões de pessoas à pobreza.

### Seguros e mercados
O seguro tradicional funciona por meio da transferência de riscos para aqueles mais capazes ou mais dispostos a assumi-los, e também pelo agrupamento de riscos. Como os riscos das mudanças climáticas estão, até certo ponto, correlacionados, isso reduz a eficácia do agrupamento. No entanto, há razões para acreditar que regiões diferentes serão afetadas de forma diferente pelas mudanças climáticas. Isso sugere que o agrupamento pode ser eficaz. Como os países em desenvolvimento parecem estar potencialmente mais expostos aos efeitos da mudança climática, os países desenvolvidos poderiam oferecer seguro contra esses riscos.
Doenças, elevação dos mares, redução da produção agrícola e outros danos causados pela mudança climática provavelmente terão um grande impacto deletério sobre a economia até 2050, a menos que o mundo reduza drasticamente as emissões de gases de efeito estufa no curto prazo, de acordo com vários estudos, incluindo um estudo do Carbon Disclosure Project [en] e um estudo da gigante de seguros Swiss Re. A avaliação da Swiss Re constatou que a produção anual da economia mundial será reduzida em US$ 23 trilhões por ano, a menos que as emissões de gases de efeito estufa sejam adequadamente mitigadas. Como consequência, de acordo com o estudo da Swiss Re, a mudança climática afetará a forma como o setor de seguros precifica uma variedade de riscos.

### Efeitos dos cenários de crescimento econômico e decrescimento sobre as emissões

As emissões do 1% mais rico da população global representam mais do que o dobro da parcela combinada dos 50% mais pobres. O cumprimento da meta de 1,5 °C do Acordo de Paris exigiria que o 1% mais rico reduzisse suas emissões atuais em pelo menos um fator de 30, enquanto as emissões por pessoa dos 50% mais pobres poderiam aumentar em um fator de cerca de três.

O crescimento econômico é uma das causas do aumento das emissões de gases de efeito estufa. À medida que a economia se expande, aumenta a demanda por energia e por bens com uso intensivo de energia, aumentando as emissões de CO2. Por outro lado, o crescimento econômico pode impulsionar a mudança tecnológica e aumentar a eficiência energética. O crescimento econômico pode estar associado à especialização em determinados setores econômicos. Se a especialização for em setores com uso intensivo de energia, haverá uma forte ligação entre o crescimento econômico e o aumento das emissões. Se a especialização for em setores menos intensivos em energia, por exemplo, o setor de serviços, poderá haver uma ligação fraca entre o crescimento econômico e o crescimento das emissões. Em geral, há um certo grau de flexibilidade entre o crescimento econômico e o crescimento das emissões.

Embora as emissões totais de CO_{2} (tamanho dos gráficos de pizza) difiram substancialmente entre as regiões com alto nível de emissão, o padrão das classes de renda mais alta que emitem mais do que as classes de renda mais baixa é consistente em todas as regiões. O 1% dos maiores emissores do mundo emite mais de 1.000 vezes mais do que o 1% dos menores.

Alguns estudos descobriram que os cenários de decrescimento, em que a produção econômica diminui ou diminui em termos de métricas econômicas [en] contemporâneas, como o PIB atual, foram negligenciados nas considerações dos cenários de 1,5 °C relatados pelo Painel Intergovernamental sobre Mudanças Climáticas (IPCC). Eles concluíram que alguns cenários de decrescimento “minimizam muitos riscos importantes para a viabilidade e a sustentabilidade em comparação com os caminhos orientados pela tecnologia”, sendo que um dos principais problemas é a viabilidade no contexto da tomada de decisões políticas contemporâneas e dos efeitos globalizados de rebote e realocação. Isso é apoiado por outros estudos que afirmam que é altamente improvável que a dissociação absoluta seja alcançada com rapidez suficiente para evitar o aquecimento global acima de 1,5 °C ou 2 °C, mesmo sob condições políticas otimistas.

## Economia da mitigação das mudanças climáticas
A economia da mitigação da mudança climática é uma parte controversa da mitigação da mudança climática - ação destinada a limitar as perigosas consequências socioeconômicas e ambientais da mudança climática.
A mitigação das mudanças climáticas está centrada em duas estratégias principais: a redução das emissões de gases de efeito estufa (GEE) e a preservação e expansão dos sumidouros que absorvem os gases de efeito estufa, incluindo o mar e as florestas.

Empresas, governos e residências têm se comprometido cada vez mais com a descarbonização, incluindo energia renovável (solar, eólica), veículos elétricos e infraestrutura de carregamento associada, armazenamento de energia, sistemas de aquecimento com eficiência energética, captura e armazenamento de carbono e hidrogênio.

Os aspectos econômicos da mitigação da mudança climática são um ponto central de discórdia, cujas considerações afetam significativamente o nível de ação climática em todos os níveis, do local ao global.
Por exemplo, as taxas de juros mais altas estão desacelerando a instalação de painéis solares nos países em desenvolvimento.

### Políticas e abordagens para reduzir as emissões

#### Sinais de preço
Um preço de carbono é um sistema de aplicação de um preço às emissões de carbono, como um método de mitigação de emissões. Os possíveis métodos de precificação incluem o comércio de emissões de carbono, o financiamento climático baseado em resultados, mecanismos de crédito e outros. A precificação de carbono pode se prestar à criação de impostos sobre o carbono, o que permite que os governos tributem as emissões.
Os impostos sobre o carbono são considerados úteis porque, uma vez que um número[clarificação necessária] tenha sido criado, ele beneficiará o governo com moeda ou com uma redução nas emissões, ou ambos, e, portanto, beneficiará o meio ambiente. É quase um consenso que a tributação sobre o carbono é o método mais econômico de se ter uma resposta rápida e substancial às mudanças climáticas e às emissões de carbono. No entanto, a reação contra o imposto inclui o fato de que ele pode ser considerado regressivo, pois o impacto pode prejudicar desproporcionalmente os pobres que gastam grande parte de sua renda com energia para suas casas. Ainda assim, mesmo com aprovação quase universal, há questões relacionadas à cobrança e à redistribuição dos impostos. Uma das questões centrais é como os novos impostos arrecadados serão redistribuídos.
Parte ou toda a receita de um imposto sobre o carbono pode ser usada para impedir que ele prejudique os pobres.

#### Reformas estruturais do mercado
Além da implementação de regulamentações de comando e controle (como no caso de um imposto sobre o carbono), os governos também podem usar abordagens baseadas no mercado para reduzir as emissões. Um desses métodos é o comércio de emissões, em que os governos definem as emissões totais de todos os poluidores como um máximo e distribuem licenças, por meio de leilão ou alocação, que permitem que as entidades emitam uma parte, normalmente uma tonelada de dióxido de carbono equivalente (CO2e), das emissões totais obrigatórias. Em outras palavras, a quantidade de poluição que uma entidade pode emitir em um sistema de comércio de emissões é limitada pelo número de licenças que ela possui. Se um poluidor quiser aumentar suas emissões, ele só poderá fazê-lo depois de comprar licenças daqueles que estiverem dispostos a vendê-las. Muitos economistas preferem esse método de redução de emissões, pois ele é baseado no mercado e altamente econômico. Dito isso, o comércio de emissões por si só não é perfeito, pois não consegue estabelecer um preço claro para as emissões. Sem esse preço, os preços das emissões são voláteis devido ao fato de o fornecimento de licenças ser fixo, o que significa que seu preço é inteiramente determinado por mudanças na demanda. Essa incerteza no preço é especialmente desagradável para as empresas, pois as impede de investir em tecnologias de redução com confiança, o que dificulta os esforços para mitigar as emissões. Independentemente disso, embora o comércio de emissões por si só tenha seus problemas e não possa reduzir os poluentes a ponto de estabilizar o clima global, ele continua sendo uma ferramenta importante para lidar com as mudanças climáticas.

#### Decrescimento
Há um debate sobre uma necessidade potencialmente crítica de novas formas de contabilidade econômica, incluindo o monitoramento direto e a quantificação dos efeitos ambientais positivos do mundo real, como melhorias na qualidade do ar e trabalhos não lucrativos relacionados, como a proteção florestal, juntamente com mudanças estruturais de longo alcance nos estilos de vida, bem como o reconhecimento e a superação dos limites da economia atual, como o PIB. Alguns argumentam que, para que a mitigação da mudança climática seja eficaz, é necessário que ocorra o decrescimento, enquanto outros argumentam que a dissociação ecoeconômica poderia limitar a mudança climática o suficiente, mantendo altas taxas de crescimento tradicional do PIB. Há também pesquisas e debates sobre os requisitos de como os sistemas econômicos poderiam ser transformados para a sustentabilidade - por exemplo, como seus empregos poderiam fazer a transição harmoniosa para empregos verdes - uma transição justa - e como os setores relevantes da economia - como o setor de energia renovável e a bioeconomia - poderiam ser adequadamente apoiados.
Embora muitas vezes se acredite que o decrescimento esteja associado à redução dos padrões de vida e a medidas de austeridade, muitos de seus defensores buscam expandir os bens públicos universais (como o transporte público), aumentar a saúde (condicionamento físico, bem-estar e ausência de doenças) e aumentar várias formas de trabalho, muitas vezes não convencionais, orientadas para o comum. Para isso, a aplicação de tecnologias avançadas e a redução de várias demandas, inclusive por meio da redução geral do tempo de trabalho ou de estratégias orientadas para a suficiência, são consideradas importantes por alguns.

### Avaliação de custos e benefícios

#### PIB
Os custos das políticas de mitigação e adaptação podem ser medidos como uma porcentagem do PIB. Um problema com esse método de avaliação de custos é que o PIB é uma medida imperfeita de bem-estar. Existem externalidades na economia que significam que alguns preços podem não refletir verdadeiramente seus custos sociais.
É possível fazer correções nas estimativas do PIB para levar em conta esses problemas, mas elas são difíceis de calcular. Em resposta a esse problema, alguns sugeriram o uso de outros métodos para avaliar a política. Por exemplo, a Comissão das Nações Unidas para o Desenvolvimento Sustentável desenvolveu um sistema para a contabilidade do PIB “verde” [en] e uma lista de indicadores de desenvolvimento sustentável.

#### Linhas de base
A linha de base das emissões é, por definição, as emissões que ocorreriam na ausência de intervenção política. A definição do cenário de linha de base é fundamental para a avaliação dos custos de mitigação. Isso porque a linha de base determina o potencial de redução de emissões e os custos da implementação de políticas de redução de emissões.

#### Impactos auxiliares
Esses são os efeitos secundários ou colaterais das políticas de mitigação, e incluí-los nos estudos pode resultar em estimativas de custo de mitigação maiores ou menores. A redução dos custos de mortalidade e morbidade é potencialmente um importante benefício auxiliar da mitigação. Esse benefício está associado à redução do uso de combustíveis fósseis, resultando, portanto, em menos poluição do ar, o que pode até ser, por si só, um benefício maior do que o custo. Também pode haver custos auxiliares.

#### Flexibilidade
Flexibilidade é a capacidade de reduzir as emissões com o menor custo. Quanto maior for a flexibilidade que os governos permitirem em sua estrutura regulatória para reduzir as emissões, menores serão os custos potenciais para atingir as reduções de emissões.
- A flexibilidade “onde” permite que os custos sejam reduzidos, permitindo que as emissões sejam cortadas nos locais onde for mais eficiente fazê-lo. Por exemplo, os Mecanismos de Flexibilidade do Protocolo de Kyoto permitem a flexibilidade “onde” (Toth et al., 2001:660).[207]
- A flexibilidade de “quando” potencialmente reduz os custos ao permitir que as reduções sejam feitas em um momento em que isso seja mais eficiente.

A inclusão de sumidouros de carbono em uma estrutura de políticas é outra fonte de flexibilidade. As ações de plantio de árvores e de gestão florestal podem aumentar a capacidade dos sumidouros. Os solos e outros tipos de vegetação também são possíveis sumidouros. No entanto, há incerteza sobre como as emissões líquidas são afetadas pelas atividades nessa área.

#### Opções sem arrependimentos
As opções sem arrependimento são benefícios sociais e econômicos desenvolvidos sob a premissa de agir e estabelecer medidas preventivas nos tempos atuais, sem saber completamente como será a mudança climática no futuro.
Essas são opções de redução de emissões que também podem gerar muito lucro, como a adição de energia solar e eólica. 
Diferentes estudos fazem diferentes suposições sobre a distância da economia em relação à fronteira de produção (definida como os resultados máximos que podem ser obtidos com o uso ideal dos insumos disponíveis - recursos naturais, mão de obra etc.).
Os benefícios da eliminação progressiva do carvão [en] excedem os custos. O abandono dos carros por meio da melhoria da infraestrutura para pedestres e ciclistas é gratuito ou benéfico para a economia de um país como um todo.

#### Tecnologia
As suposições sobre o desenvolvimento tecnológico e a eficiência nos cenários de linha de base e de mitigação têm um grande impacto sobre os custos de mitigação, principalmente em estudos de baixo para cima. A magnitude das possíveis melhorias na eficiência tecnológica depende das suposições sobre as futuras inovações tecnológicas e as taxas de penetração de mercado [en] para essas tecnologias.

#### Taxas de desconto
A avaliação dos impactos das mudanças climáticas e das políticas de mitigação envolve uma comparação dos fluxos econômicos que ocorrem em diferentes momentos. A taxa de desconto é usada pelos economistas para comparar os efeitos econômicos que ocorrem em momentos diferentes. O desconto converte os impactos econômicos futuros em seu valor atual. A taxa de desconto é geralmente positiva porque os recursos investidos hoje podem, em média, ser transformados em mais recursos posteriormente. Se a mitigação da mudança climática for vista como um investimento, o retorno sobre o investimento pode ser usado para decidir quanto deve ser gasto na mitigação.
Os modelos de avaliação integrada [en] (IAM) são usados para estimar o custo social do carbono. A taxa de desconto é um dos fatores usados nesses modelos. O IAM usado com frequência é o modelo DICE [en] (Dynamic Integrated Climate-Economy, ou Economia climática integrada e dinâmica e, Português) desenvolvido por William Nordhaus. O modelo DICE usa taxas de desconto, incerteza e riscos para fazer estimativas de benefícios e custos das políticas climáticas e se adaptar ao comportamento econômico atual.
A escolha da taxa de desconto tem um grande efeito sobre o resultado de qualquer análise de custo de mudança climática. O uso de uma taxa de desconto muito alta resultará em pouco investimento em mitigação, mas o uso de uma taxa muito baixa resultará em muito investimento em mitigação. Em outras palavras, uma taxa de desconto alta implica que o valor presente de um dólar vale mais do que o valor futuro de um dólar.
O desconto pode ser prescritivo ou descritivo. A abordagem descritiva se baseia nas taxas de desconto observadas no comportamento das pessoas que tomam decisões cotidianas (a taxa de desconto privada) (IPCC, 2007c:813). Na abordagem prescritiva, a taxa de desconto é escolhida com base no que se acredita ser o melhor interesse das gerações futuras (a taxa de desconto social [en]).
O modelo DICE incorpora uma abordagem descritiva, na qual o desconto reflete as condições econômicas reais. Em um modelo DICE de 2013, o Modelo DICE-2013R, o custo social do carbono é estimado com base nos seguintes cenários alternativos: (1) um cenário de linha de base, quando as políticas de mudança climática não foram alteradas desde 2010, (2) um cenário ideal, quando as políticas de mudança climática são ideais (totalmente implementadas e seguidas), (3) quando o cenário ideal não excede o limite de 2˚C após 1900 dados, (4) quando o limite de 2˚C é uma média e não o ideal, (5) quando uma taxa de desconto próxima de zero (baixa) de 0.1% (como presumido na Revisão Stern), (6) quando uma taxa de desconto próxima de zero também é usada, mas com taxas de juros calibradas, e (7) quando uma alta taxa de desconto de 3,5% é usada.
Ao decidir como descontar os impactos futuros das mudanças climáticas, é necessário fazer julgamentos de valor. O IPCC (2001a:9) constatou que não havia consenso sobre o uso de taxas de desconto de longo prazo nessa área. A abordagem prescritiva de desconto leva a taxas de desconto de longo prazo de 2-3% em termos reais, enquanto a abordagem descritiva leva a taxas de pelo menos 4% após impostos - às vezes muito mais altas.
Ainda hoje, é difícil chegar a um consenso sobre uma taxa de desconto adequada. A abordagem do desconto como sendo prescritiva ou descritiva surgiu das opiniões de Nordhaus e Stern [en]. Nordhaus adota uma abordagem descritiva que “pressupõe que os investimentos para desacelerar a mudança climática devem competir com investimentos em outras áreas”. Enquanto Stern adota uma abordagem prescritiva que “leva à conclusão de que qualquer taxa pura positiva de preferência temporal é antiética”.
Na visão de Nordhaus, sua abordagem descritiva traduz que o impacto da mudança climática é lento e, portanto, os investimentos em mudança climática devem estar no mesmo nível de competição com outros investimentos. Ele define a taxa de desconto como sendo a taxa de retorno sobre investimentos de capital. O modelo DICE usa o retorno de mercado estimado sobre o capital como a taxa de desconto, em torno de uma média de 4%. Ele argumenta que uma taxa de desconto mais alta fará com que os danos futuros pareçam pequenos e, portanto, haverá menos esforço para reduzir as emissões hoje. Uma taxa de desconto mais baixa fará com que os danos futuros pareçam maiores e, portanto, haverá mais esforço para reduzir as emissões hoje.
Na visão de Stern, a taxa pura de preferência temporal é definida como a taxa de desconto em um cenário em que as gerações atuais e futuras têm recursos e oportunidades iguais. Uma taxa pura de preferência temporal zero, nesse caso, indicaria que todas as gerações são tratadas igualmente. A geração futura não tem “voz” nas políticas atuais, portanto, a geração atual é moralmente responsável por tratar a geração futura da mesma maneira. Ele sugere uma taxa de desconto menor, na qual a geração atual deveria investir no futuro para reduzir os riscos da mudança climática.
São feitas suposições para apoiar a estimativa de taxas de desconto altas e baixas. Essas estimativas dependem das emissões futuras, da sensibilidade climática em relação ao aumento das concentrações de gases de efeito estufa e da gravidade dos impactos ao longo do tempo. As políticas climáticas de longo prazo afetarão significativamente as gerações futuras, o que é chamado de desconto intergeracional. Os fatores que tornam o desconto intergeracional complicado incluem a grande incerteza do crescimento econômico, as gerações futuras são afetadas pelas políticas atuais e o desconto privado será afetado devido a um “horizonte de investimento” mais longo.
O desconto é uma questão relativamente controversa tanto na mitigação das mudanças climáticas quanto na economia ambiental, devido às implicações éticas de valorizar as gerações futuras menos do que as atuais. Os não-economistas geralmente acham difícil lidar com a ideia de que milhares de dólares de custos e benefícios futuros podem ser avaliados em menos de um centavo no presente após o desconto.

### Estimativas de custo
Diversos fatores afetam as estimativas de custos de mitigação. Uma delas é a definição da linha de base, que é o cenário de referência com o qual o cenário alternativo de mitigação é comparado. Outros são a forma como os custos são modelados e as suposições sobre futuras políticas governamentais.:622 As estimativas de custos para a mitigação em regiões específicas dependem da quantidade de emissões permitidas para essa região no futuro, bem como a escolha do momento certo para a implementação de medidas. :90 Os custos de mitigação podem variar de acordo com como e quando as emissões são cortadas. Ações antecipadas e bem planejadas podem minimizar os custos de implementação.
Economistas estimam o custo da mitigação das mudanças climáticas entre 1% e 2% do PIB. Embora seja uma quantia grande, ainda é muito menor do que os subsídios fornecidos pelos governos à debilitada indústria de combustíveis fósseis, estimados pelo Fundo Monetário Internacional em mais de 5 trilhões de dólares por ano.
Outra estimativa diz que os fluxos financeiros para mitigação e adaptação à mudança climática serão superiores a 800 bilhões de dólares americanos por ano. As Nações Unidas prevêem que estas necessidades financeiras excedam os 4 trilhões de dólares por ano até 2030.
Globalmente, limitar o aquecimento a 2 °C pode resultar em benefícios econômicos maiores do que os custos.:300 As repercussões econômicas da mitigação variam amplamente entre regiões e famílias, dependendo das políticas implementadas e do nível de cooperação internacional. A cooperação global tardia aumenta os custos das políticas em todas as regiões, especialmente daquelas que são relativamente intensivas em carbono no momento. Projetos com valores uniformes de carbono apresentam custos de mitigação mais altos em regiões com maior intensidade de carbono, em regiões exportadoras de combustíveis fósseis e em regiões mais pobres. Quantificações agregadas expressas em termos de porcentagem do PIB ou em termos monetários subestimam os efeitos econômicos sobre as famílias em países mais pobres. Os efeitos reais sobre o bem-estar e a prosperidade são comparativamente maiores.
A análise de custo-benefício pode ser inadequada para analisar a mitigação das mudanças climáticas como um todo. Mas ainda é útil para analisar a diferença entre o alvo de 1,5 °C e 2 °C. Uma maneira de estimar o custo da redução de emissões é considerar os custos prováveis de potenciais mudanças tecnológicas e de produção. Os legisladores podem comparar os custos de abatimento marginal de diferentes métodos para avaliar o custo e a quantidade de possível abatimento ao longo do tempo. Os custos marginais de redução das várias medidas serão diferentes dependendo do país, do setor e variam ao longo do tempo.

#### Custos globais
As estimativas de custos de mitigação dependem fundamentalmente da linha de base (nesse caso, um cenário de referência com o qual o cenário alternativo é comparado), da forma como os custos são modelados e das suposições sobre a política governamental futura. Os custos macroeconômicos em 2030 foram estimados para a mitigação de vários gases (redução das emissões de dióxido de carbono e outros GEEs, como o metano) entre uma redução de 3% no PIB global e um pequeno aumento, em relação à linha de base, para uma via de emissões consistente com a estabilização atmosférica de GEEs entre 445 e 710 ppm de CO2-eq. Em 2050, os custos estimados para a estabilização entre 710 e 445 ppm de CO2-eq variaram entre um ganho de 1% e uma redução de 5,5% no PIB global, em relação à linha de base. Essas estimativas de custo foram apoiadas por uma quantidade moderada de evidências e muita concordância na literatura. 
As estimativas de custos macroeconômicos foram baseadas principalmente em modelos que pressupunham mercados transparentes, ausência de custos de transação e implementação perfeita de medidas políticas econômicas em todas as regiões ao longo do século XXI. O relaxamento de algumas ou de todas essas suposições levaria a um aumento considerável nas estimativas de custos. Por outro lado, as estimativas de custo poderiam ser reduzidas ao permitir o aprendizado tecnológico acelerado ou o possível uso das receitas do imposto sobre carbono/licenças de emissão para reformar os sistemas tributários nacionais. 
Na maioria dos estudos avaliados, os custos aumentaram com metas de estabilização cada vez mais rigorosas. Em cenários com altas emissões de linha de base, os custos de mitigação foram geralmente mais altos para metas de estabilização comparáveis. Em cenários com linhas de base de baixas emissões, os custos de mitigação foram geralmente menores para metas de estabilização comparáveis.

#### Custos regionais
Vários estudos estimaram os custos de mitigação regional. As conclusões desses estudos são as seguintes: 
- Os custos regionais de redução dependem muito do nível de estabilização assumido e do cenário de linha de base. A alocação de permissões/licenças de emissão também é um fator importante, mas, para a maioria dos países, é menos importante do que o nível de estabilização.
- Outros custos decorrem de mudanças no comércio internacional. É provável que as regiões exportadoras de combustíveis fósseis sejam afetadas por perdas nas exportações de carvão e petróleo em comparação com a linha de base, enquanto algumas regiões podem experimentar um aumento nas exportações de bioenergia (energia derivada da biomassa).
- Os esquemas de alocação baseados nas emissões atuais (ou seja, em que o maior número de permissões/licenças é concedido aos maiores poluidores atuais e o menor número de permissões é concedido aos menores poluidores atuais) levam a perdas de bem-estar para os países em desenvolvimento, enquanto os esquemas de alocação baseados em uma convergência per capita de emissões (ou seja, em que as emissões per capita são equalizadas) levam a ganhos de bem-estar para os países em desenvolvimento.

### Compartilhamento de custos

#### Distribuição dos custos de redução de emissões
Houve diferentes propostas sobre como alocar a responsabilidade pela redução das emissões:
- Igualitarismo: esse sistema interpreta o problema como um problema em que cada pessoa tem direitos iguais a um recurso global, ou seja, a poluição da atmosfera.
- Necessidades básicas: esse sistema teria emissões alocadas de acordo com as necessidades básicas, conforme definido de acordo com um nível mínimo de consumo. O consumo acima das necessidades básicas exigiria que os países comprassem mais direitos de emissão. Desse ponto de vista, os países em desenvolvimento precisariam estar pelo menos tão bem sob um regime de controle de emissões quanto estariam fora do regime.

- Proporcionalidade e princípio do poluidor-pagador: A proporcionalidade reflete o antigo princípio aristotélico de que as pessoas devem receber proporcionalmente ao que investem e pagar proporcionalmente aos danos que causam. Isso tem uma relação potencial com o “princípio do poluidor-pagador”, que pode ser interpretado de várias maneiras:
  - Responsabilidades históricas: afirma que a alocação de direitos de emissão deve se basear em padrões de emissões passadas. Dois terços do estoque de GEEs na atmosfera atualmente se devem às ações passadas dos países desenvolvidos.[235] 
  - Ônus comparáveis e capacidade de pagamento: com essa abordagem, os países reduziriam as emissões com base em ônus comparáveis e em sua capacidade de assumir os custos da redução. As formas de avaliar os ônus incluem custos monetários por habitante, bem como outras medidas mais complexas, como o Índice de Desenvolvimento Humano do PNUD.
  - Disposição para pagar: com essa abordagem, os países assumem reduções de emissões com base em sua capacidade de pagar, juntamente com o quanto se beneficiam[236] da redução de suas emissões.

#### Propostas específicas
- Direitos per capita iguais: esse é o método mais citado de distribuição dos custos de abatimento e é derivado do igualitarismo.[234] Essa abordagem pode ser dividida em duas categorias. Na primeira categoria, as emissões são alocadas de acordo com a população nacional. Na segunda categoria, as emissões são alocadas de uma forma que tenta levar em conta as emissões históricas (cumulativas).
- Status quo: com essa abordagem, as emissões históricas são ignoradas e os níveis atuais de emissão são considerados como um direito de status quo de emitir.[234] Uma analogia para essa abordagem pode ser feita com a pesca, que é um recurso comum e limitado. A analogia seria com a atmosfera, que pode ser vista como um recurso natural esgotável.[235] No direito internacional, um estado reconheceu o uso há muito estabelecido do recurso pesqueiro de outro estado. O Estado também reconheceu que parte da economia do outro Estado dependia desse recurso.

### Barreiras econômicas para lidar com a mitigação das mudanças climáticas
Os componentes econômicos, como o mercado de ações, subestimam ou não conseguem avaliar os benefícios sociais da mitigação das mudanças climáticas. As mudanças climáticas são, em grande parte, uma externalidade, apesar de uma internalização recente e limitada dos impactos que antes eram totalmente “externos” à economia.
Os consumidores podem ser e são afetados por políticas relacionadas, por exemplo, à alfabetização ética do consumidor, às opções disponíveis que eles têm, à política de transporte, às políticas de transparência de produtos, e às políticas econômicas de ordem mais ampla que, por exemplo, facilitam mudanças de empregos em larga escala. Essas políticas ou medidas são, às vezes, impopulares entre a população. Portanto, pode ser difícil para os políticos promulgarem diretamente ou ajudarem a facilitar indiretamente.
Os lucros financeiros perdidos no futuro, induzidos pelas políticas climáticas, dos ativos globais de combustíveis fósseis [en] encalhados [en] levariam a grandes perdas para a riqueza livremente administrada dos investidores em economias avançadas na economia atual.